# Jesuitas del Perú
La Compañía de Jesús (Jesuitas) es una orden religiosa de la Iglesia Católica, que fue fundada por San Ignacio de Loyola y existe en el Perú desde 1568.

## Durante el Virreinato del Perú
Los Jesuitas llegan al Perú, casi en simultáneo con el virrey Francisco Álvarez de Toledo, siendo san Francisco de Borja el superior general de la Compañía de Jesús, de allí que él sea reconocido como fundador de la Provincia jesuítica del Perú, la más antigua de Hispanoamérica. 
Estos misioneros se caracterizaron por su compromiso social con los indígenas, convenciéndose de la misión de salvar sus almas por el desconocimiento que estos tenían del cristianismo, a través de familiarizarse con estos y sus costumbres e historias, para que así sea más fácil que se familiaricen con el Catolicismo y se integren a la cultura y economía hispánica. En el proceso, llegarían a establecer alianzas con la Nobleza incaica, al estar cautivados por el orden social del Imperio de los Incas, por el cual desarrollaron profundas relaciones que los llevaría a reinventarse y desarrollar un conjunto de nuevas prácticas doctrinarias y espirituales. Además, llegarían a postular la tesis de que el dios Huiracocha, despojado de las supersticiones mitológicas paganas y quedándose con las nociones generales como ente creador y sobrenatural, era una revelación natural de la Existencia de Dios como semilla del Logos divino (compatible con las Quinque viae de Santo Tomas de Aquino de que la existencia de Dios precedía a la revelación cristiana en la Biblia y Tradición apostólica del Depósito de la fe, y que podía demostrarse por medio de la razón y la experiencia a través de la Metafísica, explicando la existencia de otras religiones como intuiciones naturales e imperfectas de la realidad divina).

“los jesuitas no reparan en asimilar a los pueblos que evangelizan con sus propias costumbres culturales, artísticas y arquitectónicas”.
Rebagliati Ferrero, 2009

“Los jesuitas descubrieron en sus expediciones el culto de la Chacana, la cruz andina, relacionada a Tici Viracocha, aquella entidad misteriosa que vincularon con un conocimiento primitivo del Dios cristiano por parte de los indígenas del Perú”
Kruger, 1984

Fue así que los jesuitas empezaron una labor civilizatoria y humanista, según los criterios del comunitarismo católico e indígena, con un compromiso en el respeto de las estructuras básicas de los pueblos indígenas según su Derecho consuetudinario, como previamente habían hecho los mismos Incas. Fue así que los jesuitas hicieron los esfuerzos más grandes por vincular el pasado incaico con el orden virreinal, desarrollando varios mecanismos (como la Historiografía, la propaganda en las Artes o servir a los indios en las Misiones jesuíticas) en el que se legitimaba la conquista y así lograr convencer a los indígenas de que existía una continuidad histórica entre lo antiguo y lo presente, no una imposición. Para tener éxito en su labor civilizatoria, los jesuitas no siempre seguían los dictámenes que emanaban del poder político local, sino que seguían lo que ordenaba su conciencia, puesto que desde su perspectiva, ellos estaban cooperando con el Rey de España, pero solo debían obediencia y sumisión al Papa.

“En general, los jesuitas se admiraron de la cultura y la grandeza del Incanato, y casi todos presentan una visión muy positiva de los Incas”
Klaiber, 1995

“La cercana relación entre la orden jesuita y la nobleza inca colonial se manifiesta con asombrosa claridad en dos pinturas que se encuentran en la iglesia de La Compañía en la Ciudad del Cuzco”
Cahill, 2003

Desde el comienzo, los jesuitas llegaron a representar un poder muy considerable en la dinámica política del Imperio español, y como todo grupo de poder, poseían intereses particulares. Cuando llegaron al Perú hacia 1568 y 1569, no lo hicieron solamente a través del ámbito clerical, sino que llegaron acompañados de todo un sequito de funcionarios y aristócratas que obtendrían cargos en la política y la milicia del Perú. Con ello, llegarían a ser una ficha política a tener en cuenta por los Virreyes del Perú. Por ejemplo, lograron convencer al Virrey Francisco de Toledo en 1572 para que se apruebe la unión matrimonial entre la princesa Beatriz Clara Coya y el capitán Martín García Óñez de Loyola (cuya hija, Ana María de Loyola Coya, fundaría la Casa de Borja-Loyola Inca) y así lograr vincularse con la Casa real incaica a través de un nexo familiar con la Casa de Loyola (del fundador de la Orden, San Ignacio de Loyola), pero posteriormente eso los puso en conflicto con el Virreinato del Perú al surgir rumores de que la Nobleza incaica y los jesuitas hacían conspiraciones contra la Monarquía Hispánica y que, por el gran poder que tenían, eran los jesuitas un peligro latente para la soberanía de la Corona de Castilla y que entonces debía ser neutralizado (sobre todo por la posibilidad de que tuvieran un proyecto secreto de restaurar la Monarquía Incaica, con la Dinastía de los De Loyola-Inca como Reyes del Perú). Aquel escenario de rivalidad provocaría que los jesuitas buscasen acudir al mismo Papa para denunciar las "actitudes tiránicas" que presentaba el representante de Felipe II en el Perú, lo cual empeoró cuando el Virrey Toledo humillase de modo arbitrario a los aliados Incas de los jesuitas, así como buscase el impedimento para crear más instituciones jesuíticas que gozasen de autonomía. Finalmente el conflicto acabaría cuando se disiparan los malentendidos y se diera un cambio de Virrey.

“para Cesar Itier, el resultado de una alianza entre incas y jesuitas en contra de Toledo a raíz de la muerte de Túpac Amaru y Tito Atauchi, en 1572 y 1575 respectivamente. Al morir estos, Beatriz Coya, hija de Sayri Tupac y Cusi Huarcay, y sobrina de Tupac Amaro, quedó como única descendiente directa de Huascar, y fue casada con Martín García de Loyola (sobrino del fundador de la orden jesuita), consolidando así la alianza incaico-jesuita”
Álvarez-Calderón, 2007

“Permitió que los jesuitas intentaran implementar en Cuzco un ambicioso proyecto político de corte teocrático consolidado mediante matrimonios estratégicos que entroncaban a la dinastía inca con la dinastía de santos de la Compañía”
López Guzmán, 2004

“Con esta unión, los jesuitas se apoderan simbólicamente de la legitimidad incaica, hecho que suscita la desconfianza de las autoridades españolas”
Vaca Lorenzo, 2000

“Fué por la época de 1570 que se inició la guerra entre La Compañía y el virrey Toledo, una rivalidad que trajo consigo numerosos cambios en el escenario político del virreinato”.
Aristondo, 2005

“El proyecto secreto de los jesuitas, en mi opinión, era restaurar el imperio incaico, pero bajo las directrices cristianas”
Minelli, 2005

“El ms. HR es una miscelánea jesuítica con función de diario donde, si bien con la reluctancia de ser descubiertos, lo que escriben van relacionando sobre el proyecto utópico del padre Blas Valera. En resumen, HR es un diario críptico […] La injusta ejecución del Inca Túpac Amaru (1572), al derrumbar la última esperanza de un reino legítimo de los Incas en Vilcabamba, parece haber provocado la reacción de un grupo de jesuitas, al igual que de la misma nobleza Inca del Cuzco, y fomentado la escritura de HR”
Numhauser, 2007

“Esta visión impulsó las misiones en el Paraguay, cuyo gestor principal fue el jesuita limeño Antonio Ruiz de Montoya, la defensa de la aptitud de los indios para aprender, y, como ya vimos, el ideal del príncipe cristiano, que veía con buenos ojos el plan jesuita de una Monarquía Peruana indocristiana, con reyes descendientes de parientes de San Ignacio de Loyola o de San Francisco de Borja, uno de cuyos parientes llegó a ser virrey del Perú y una palla o princesa incaica”
Gonzáles Vigil, 2016

Durante la Colonia, la Compañía trabajaba, principalmente, en las célebres Misiones de Maynas -con los jíbaros- al otro lado del Pongo de Manseriche; en las "reducciones de indios" (las más importantes fueron las del Cercado de Lima y las de Juli y Pomata en Puno); y en la educación de los pueblos (las obras más importantes fueron el Colegio Máximo de San Pablo de Lima, el Colegio Real de San Martín de Lima, el Colegio de San Bernardo y el Colegio San Francisco de Borja o Colegio de Nobles en Cusco, que atendía a los hijos de los caciques, y la Universidad San Ignacio del Cuzco). Sus misiones y obras apostólicas son financiadas con la producción de las haciendas que la Compañía tuvo en la costa peruana. Las misiones jesuíticas de Moxos, en la actual Bolivia, surgieron bajo el impulso del provincial de la orden en Lima, perteneciendo a la provincia del Perú de la Compañía de Jesús.
Son notables los templos construidos en ese tiempo por la Compañía: la Iglesia de San Pedro de Lima, y las iglesias de la Compañía en Arequipa, Ayacucho, Cusco, Trujillo, Ica, etc.; además de los templos de las "Reducciones" en Juli, alrededor del lago Titicaca.
En 1767 (seis años antes de la supresión de la Compañía de Jesús), el rey Carlos III expulsa a los jesuitas de sus dominios y, por tanto, deben inmediatamente dejar el Perú; sus haciendas son repartidas y sus obras expropiadas. Por ejemplo, la biblioteca del Colegio San Pablo será la base de la Biblioteca Nacional y el Noviciado se convertirá con el tiempo en la sede de la Universidad Mayor de San Marcos, la "Casona".
Sin embargo, durante el Reinado de Fernando VII de España, hubo intentos por lograr la restitución de la Compañía de Jesús. Primeramente por una propuesta de los diputados americanos de las Cortes de Cádiz (entre los que se incluían los peruanos Dionisio Inca Yupanqui, Blas Ostolaza, Antonio Zuazo, Vicente Morales Duárez, Ramón Olaguer Feliú) del 16 de diciembre de 1810, por ser los jesuitas "de la mayor importancia para el cultivo de las ciencias y para el progreso de las misiones que introducen y propagan la fé entre los indios infieles", siendo enviada la propuesta de su restitución a Roma en 1811, para todos los "reinos del orbe católico". Logrando la restitución la Compañía de Jesús el 7 de agosto de 1814 por el Papa Pío VII. Pese a que Fernando VII de España rechazaría las reformas gaditanas, de todos modos sintió agrado por la idea (además que la influencia regalista y jansenista en las Cortes impidieron la aprobación de la restitución) y sería así que, por la Real Cédula del 25 de mayo de 1815, ordenaría que se restablezca la Compañía de Jesús en todos sus dominios del Imperio español, así como ordenar que sus bienes fuesen devueltos a los jesuitas. En Perú, el virrey Joaquín de la Pezuela, dio cumplimiento a esa orden el 9 de abril de 1816, mientras en el mismo año, el Cabildo de Lima le sugirió al Rey para que regresen también los sacerdotes jesuitas (refugiados y ocultos por Europa) para hacer efectiva la orden, además de afirmar que en el pasado “promovieron las buenas costumbres”, y que en el presente “son necesarios”. Sin embargo, con el Pronunciamiento de Riego y la posterior consolidación del Trienio Liberal en 1820, los jesuitas volverían a ser expulsados, ya que los Liberales españoles creían que toda orden religiosa que "en sus estatutos incluyeran el voto de obediencia a una autoridad distinta de la legítima del Estado" tenía que ser suprimida.

## En el Perú independiente

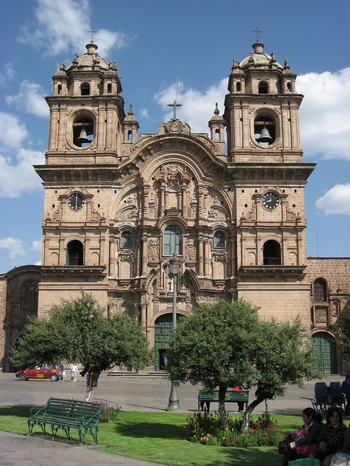
Iglesia de la Compañía de Jesús del Cusco

Tras la Independencia del Perú, la orden jesuita recibió mucha hostilidad por parte del nuevo gobierno de la República y su clase política liberal, incluso recibiendo oposición de los conservadores (que de hecho eran liberales más moderados). Aquello fue ejemplificado por la Revolución Liberal de 1854 de Ramón Castilla, cuando el 26 de noviembre de 1855 se promulgo una ley que prohibía específicamente la restitución de la Compañía de Jesús en el Perú.

"Existía una hostilidad casi paranoica entre los liberales, masones y otros grupos hacia la Compañía de Jesús en todo el siglo XIX. La prohibición de 1855 es todavía más resaltante".
Jeffrey Klaiber, 2017

Quien tomo la iniciativa para gestionar el regreso de los jesuitas fue el Obispo de Huánuco, Teodoro del Valle (tras viajar a Roma para participar en el Concilio Vaticano I de 1870). La Compañía es autorizada a volver al Perú en 1871, debiendo empezar de nuevo toda su obra evangelizadora. La misión peruana recién será erigida como provincia jesuítica independiente en 1968 (cuando se cumplían 400 años de la llegada de los jesuitas al Perú), por decisión del P. General Pedro Arrupe. La historia de la nueva provincia puede ser narrada en seis etapas:

### 1ª El Regreso (1871-1945)
La intención de los primeros jesuitas que regresaron al Perú no era quedarse en Lima, sino ir a Huánuco, cuyo obispo les había hecho venir del Ecuador y España. El Perú es el último país de Hispanoamérica al que la Compañía vuelve, habiendo sido el primero al que llegó; aún quedaban recuerdos del primer tiempo y pronto empezaron a llover pedidos para tomar un colegio en Lima que terminó siendo el Colegio de la Inmaculada (Lima). Luego recibieron la Iglesia de San Pedro (Lima) y desde allí dieron el salto a Arequipa para fundar el Colegio San José (Arequipa) y encargarse del Templo de La Compañía. Con el Noviciado y una casa de Ejercicios en Miraflores, se completa el cuadro de entonces: desde dos grandes centros del Perú iban formando generaciones de jóvenes y asociaciones cristianas que cumplían un importante apostolado en ambas ciudades.

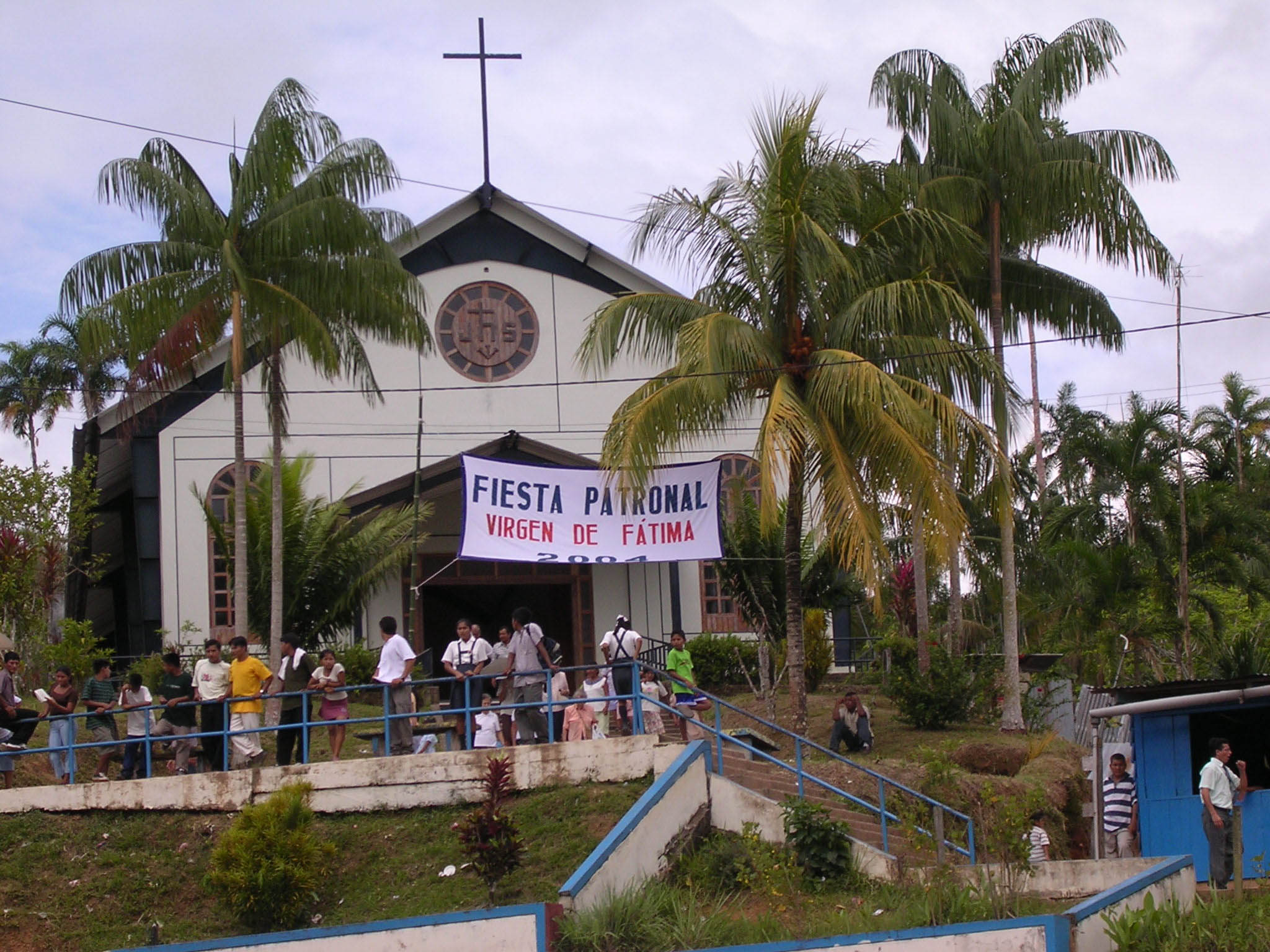
Parroquia de Fátima, en Sta. María de Nieva (Amazonas).

### 2ª El Vicariato de Jaén (1946-1950)
Algunos jesuitas ya iban yendo por Maynas, cuando a inicios de 1946, el Papa encargó a la Compañía la atención del Vicariato de San Francisco Javier del Marañón. Fue un paso clave en la historia de la Provincia Peruana ya que empezó a llegar a las fronteras y al mundo indígena. La cadena de puestos de misión era larga y servían de puerta de entrada a la Amazonía (San Ignacio, Santa Rosa, Bellavista, Nieva, La Coipa, Tabaconas, Jaén, Pucará, Chiriaco, Colasay,…). Como también se alargaba la cadena de servicios pastorales en respuesta a los desafíos de aquella Iglesia: Parroquias y centros educativos, catequistas y "Etsejin", radiodifusión y capacitación técnica, Vicaría de solidaridad, de medio ambiente, etc.

### 3ª En las ciudades del Perú (1951-1967)
El país crecía en población y en relaciones. Las ciudades eran nudos de la trama de una sociedad cada vez más necesitada de integrarse. La Provincia Peruana abarcó buena parte del mapa y se extendió por el sur hasta Tacna, en la sierra hacia Cusco, Juliaca, Abancay y Huancayo, por el norte hasta Chiclayo y Piura, y en la misma Lima con las Parroquias de Fátima, Santo Toribio, Desamparados. Brindaba apoyo espiritual y una educación que promoviera cómo contribuir al país. Aquí comenzó Fe y Alegría con su propuesta de alcanzar una educación pública de calidad a favor de los marginados. Y el fundar la Universidad del Pacífico (Perú) u orientar la Pontificia Universidad Católica del Perú (Felipe Mac Gregor fue pionero) quiso ser un aporte a la profesionalidad de país.

### 4ª Tiempo de Inserción (1968-1980)
La Iglesia vivía el espíritu del Vaticano II y estaba cercana la sociedad, en diálogo con las preguntas del mundo y discerniendo los signos de los tiempos. En América Latina, Medellín y Puebla hablaban de justicia y opción por los menos favorecidos. La Compañía peruana hizo suyo el decreto 4º de la Congregación 32: “la misión hoy es el servicio de la fe, del que la promoción de la justicia constituye una exigencia absoluta”. En 1968 se crea la Provincia del Perú con tres regiones, que asumían retos más locales: el Sur con Arequipa, Tacna y Juliaca (en colaboración con la Provincia de Chicago), el Vicariato, y Lima con la sierra y costa Norte. Todo ello abrió cauces de solidaridad y compromiso: las obras de pastoral social y educación popular se multiplicaron en sectores marginales, las parroquias de El Agustino con el SEA, Urcos con el CCAIJO, Chachapoyas, Jarpa con el PROCAD, junto al CIPCA y el CEOP ILO . Fueron años de aprender a caminar con la gente, de asumir sus preocupaciones como propias y de ayudar a superar los niveles de pobreza e injusticia, tan contrarios al Evangelio.

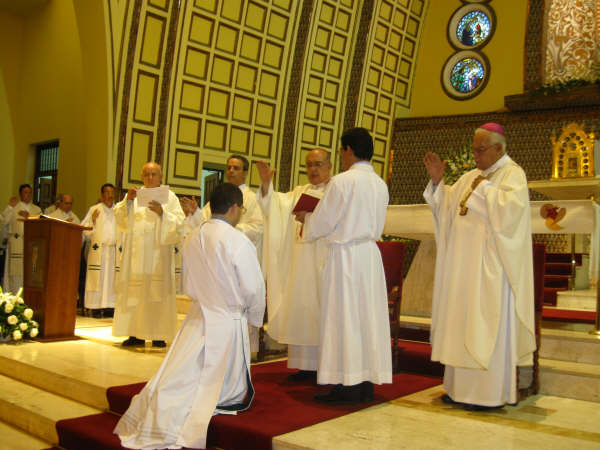
Ordenación sacerdotal.

### 5ª Acompañar en medio de la crisis (1981-1994)
El país entró en procesos críticos que ponían en riesgo todo intento de avanzar. La labor de la Compañía se hizo más cercana en el día a día, en sintonía con los terribles problemas que sufría la población. Se abre una casa en Ayacucho, departamento castigado por la violencia, pero en cada lugar donde estaba presente la Compañía se implemantaban comedores, programas de madres de familia, comités de defensa de derechos humanos que aportaban a la convivencia y subsistencia. Aparecieron nuevas obras para formar personas que asuman la marcha del país, tales como la hoy Universidad Antonio Ruiz de Montoya o el Centro de Espiritualidad y Centros Loyola, que surgieron luego, con la espiritualidad ignaciana como pedagogía de la libertad y para discernir las decisiones.

### 6ª Trabajo en redes (desde 1995)
Dice la Congregación 34 de los jesuitas: “Colaboramos con otras personas que intentan construir un mundo de verdad, justicia, libertad, paz y amor”. Convencidos de ello y sabiendo que es propio de un mundo global, los jesuitas entran en la dinámica del trabajo en redes. La Compañía contaba ya con Fe y Alegría y fue implementando la CORAJE en Tacna, CONSIGNA para lo educativo, SEPSI para los centros sociales, la Red Apostólica Ignaciana (RAI) y el Consorcio “Juventud y País” para la participación juvenil en la gestión local.

## Personajes
Es conocida la labor intelectual, artística y misionera de la Compañía de Jesús durante el periodo virreinal. Destacan: Blas Valera (escritor, primer jesuita peruano), José de Acosta (investigador y escritor), Antonio Ruiz de Montoya (lingüista y fundador de las Misiones del Paraguay), Bernardo Bitti (pintor manierista), Francisco del Castillo (predicador, el Apóstol de Lima), etc.; y durante la Ilustración, Juan Pablo Vizcardo y Guzmán (ideólogo de la independencia americana).
A ellos se suma toda una lista de jesuitas que a lo largo del siglo XX han contribuido enormemente al desarrollo de la Iglesia peruana y, en general, a la vida nacional: Felipe Mac Gregor (filósofo y Rector de la PUCP), Rubén Vargas Ugarte (historiador y Rector de la PUCP), Manuel Marzal (antropólogo, primer presidente de la Universidad Ruiz de Montoya), José Luis Rouillon (humanista, realizador cinematográfico), Romeo Luna-Victoria (gran predicador), Card. Augusto Vargas Alzamora (Cardenal y Arzobispo de Lima), Mons. Fernando Vargas Ruiz de Somocurcio (Arzobispo de Arequipa), Mons. Ricardo Durand Flórez (Obispo del Callao), José María Guallart (misionero entre los Aguarunas y Huambisas, escritor), Vicente Santuc (filósofo, primer Rector de la Universidad Antonio Ruiz de Montoya), Joaquín Messeguer Leal, sacerdote que durante la década los 70, 80 y 90 hizo importante obra en las comunidades campesinas del Cusco en las zonas de Paruro, Ccorao, Yuncaypata, también fue asesor espiritual de los grupos juveniles en el Cusco (EJE: Encuentro Juvenil en el Espíritu; JCT: Jóvenes Cerca de Ti; ESCOGE, entre otros. Además formó a futuros profesionales en la educación como docente del Instituto Superior Pedagógico "Santa Rosa" del Cusco.).

## En el Perú de hoy
Hoy el Perú cuenta con alrededor de 150 jesuitas, presentes en una docena de localidades. La mayoría se encuentra en actividad a través de diferentes obras apostólicas, agrupadas en diversos sectores apostólicos: educación, espiritualidad, justicia social y ecología, juventud y vocaciones, colaboración, formación de jesuitas y comunicación.

## Obras emblemáticas
- Fe y Alegría del Perú https://web.archive.org/web/20080517154226/http://www.feyalegria.org/peru
- Colegio de la Inmaculada (Lima) http://www.ci.edu.pe
- Colegio San José (Arequipa) http://www.csj.edu.pe
- Colegio San Ignacio (Piura) https://www.csil.edu.pe/
- Colegio Cristo Rey (Tacna) http://www.ccr.edu.pe
- Universidad Antonio Ruiz de Montoya http://www.uarm.edu.pe
- Universidad del Pacífico http://www.up.edu.pe
- Vicariato San Francisco Javier del Marañon http://www.vicariatodejaen.org/
- Seminario Diocesano San Luis Gonzaga http://www.vicariatodejaen.org/
- Parroquia de San Pedro (Cercado, Lima) http://www.sanpedrodelima.org
- Parroquia Nuestra Señora de Fátima (Miraflores, Lima) http://www.parroquiafatima.org